# Peripsychoda fusca
Peripsychoda fusca és una espècie d'insecte dípter pertanyent a la família dels psicòdids que es troba a Europa: les illes Britàniques, França, Bélgica, els Països Baixos, Alemanya -com ara, Saxònia i Baviera-, Dinamarca, Finlàndia -incloent-hi les illes Åland-, Hongria, el territoris de les antigues Txecoslovàquia i Iugoslàvia i Turquia.